# Tyrnyaoez
Tyrnyaoez (Russisch: Тырныауз) is een stad in de Russische autonome republiek Kabardië-Balkarië. De stad ligt aan de rivier de Baksan (stroomgebied van de Terek), op de hoofdweg naar de hoge Baksanvallei, en aldus ook naar het startpunt voor de meestgebruikte klimroute naar de Elbroes. Tyrnyaoez ligt tussen 1115 m en 1285 m boven de zeespiegel.
De stad werd gesticht in de ergens in de jaren 1930-1940 rond een wolfraamontginning en -verwerking. Dit is nog steeds de voornaamste industrie in de stad. Tyrnyaoez verkreeg de stadsstatus in 1955.
In juni 2001 werd het stadje getroffen door een grote modderstroom: appartementsgebouwen werden tot het vierde verdiep bedolven onder de modder. Er bestaan geen exacte cijfers over het aantal slachtoffers. Het stadje is ondertussen (quasi) hersteld.
Tyrnyaoez is de geboorteplaats van Valeri Kokov, een voormalig president van Kabardië-Balkarië.
| 1939  | 1959   | 1970   | 1979   | 1989   | 2002   |
| ----- | ------ | ------ | ------ | ------ | ------ |
| 3.500 | 14.400 | 18.300 | 21.000 | 30.778 | 21.092 |

Bestuurlijk centrum: Naltsjik

Steden: Baksan · Majski · Nartkala · Prochladny · Terek · Tsjegem · Tyrnyaoez

Districten: Baksanski · Elbroesski · Leskenski · Majski · Oervanski · Prochladnenski · Terski · Tsjegemski · Tsjerekski · Zolski